# Sophie Pluquet
Sophie Pluquet (ur. 7 listopada 1970) – francuska zapaśniczka walcząca w stylu wolnym. Złota medalistka mistrzostw świata w 1995 i srebrna w 1994. Pierwsza na mistrzostwach Francji w 1992, 1994 i 1995; druga w 1993 i 1996; trzecia w 1990 roku.